# Mesalliance
Mesalliance (IPA: [mezaˈli̯ɑ̃ːs], anhörenⓘ; französisch mésalliance „Missheirat“) bezeichnet in der mittelalterlichen und frühneuzeitlichen Ständegesellschaft eine Eheschließung zwischen Partnern, die verschiedenen Gesellschaftsschichten angehörten. Die Folgen trafen in der Regel besonders Nachkommen aus solchen Verbindungen, die rechtlich dem Standesminderen aus einer solchen Verbindung folgten, und konnten für Angehörige des Adels bis zum Verlust ihres Standes führen.
Umgangssprachlich bezeichnet Mesalliance heute eine unglückliche Verbindung von Partnern, die nicht zueinander passen oder zu passen scheinen; in dieser Bedeutung wird die Bezeichnung auch auf politische Bündnisse (Allianzen) und ideologische Systeme übertragen, beispielsweise auf die Paarung „Wirtschaft – Wertvorstellung“ oder „Utilitarismus – Ökologie“.

## Beispiele
- Die Verbindung des britischen Königs Eduard VIII. mit der bürgerlichen und bereits zweifach geschiedenen Wallis Simpson, die 1936 eine Verfassungskrise und Eduards Abdankung zur Folge hatte.

## Mesalliancen in den Künsten
In der Literatur waren Mesalliancen immer wieder Ausgangspunkt oder Thema. Im Nibelungenlied bildet der von Brünhild vermutete Standesunterschied zwischen Siegfried und Kriemhild den Ausgangspunkt eines tödlichen Streits.
Thematisiert wurden Mesalliancen auch in Molières Komödien oder Theodor Fontanes Berliner Romanen, so 1888 in Irrungen, Wirrungen. Im bürgerlichen Trauerspiel Kabale und Liebe von Friedrich Schiller von 1784 droht beispielsweise der adlige Präsident mit Enterbung, sollte sein Sohn die Bürgerliche Luise Miller heiraten. Auch George Bernard Shaws Komödie Mesallianz oder Falsch verbunden (englisch Misalliance) und Werner Schwabs Stück Mesalliance. Aber wir ficken uns prächtig von 1992 enthalten Beispiele.